# Yashima (couraçado)
O Yashima (八島) foi um couraçado pré-dreadnought operado pela Marinha Imperial Japonesa e a segunda e última embarcação da Classe Fuji, depois do Fuji. Sua construção começou em dezembro de 1894 nos estaleiros da Armstrong Mitchell e foi lançado ao mar em fevereiro de 1896, sendo comissionado em setembro do ano seguinte. Era armado com uma bateria principal composta por quatro canhões de 305 milímetros montados em duas barbetas duplas, tinha um deslocamento normal de mais de doze mil toneladas e alcançava uma velocidade máxima de dezoito nós.
O Yashima participou dos primeiros estágios da Guerra Russo-Japonesa de 1904–05, incluindo na Batalha de Porto Artur em fevereiro de 1904. Ele se envolveu em operações posteriores de bombardeio litorâneo até bater em duas minas navais russas em 15 de maio, perto de Porto Artur. Água começou a entrar no couraçado e ele foi rebocado para longe, porém acabou emborcando e afundando algumas horas depois. Os japoneses conseguiram manter o naufrágio do Yashima em segredo por mais de um ano, impedindo que os russos se aproveitassem de sua perda como propaganda.

## Características

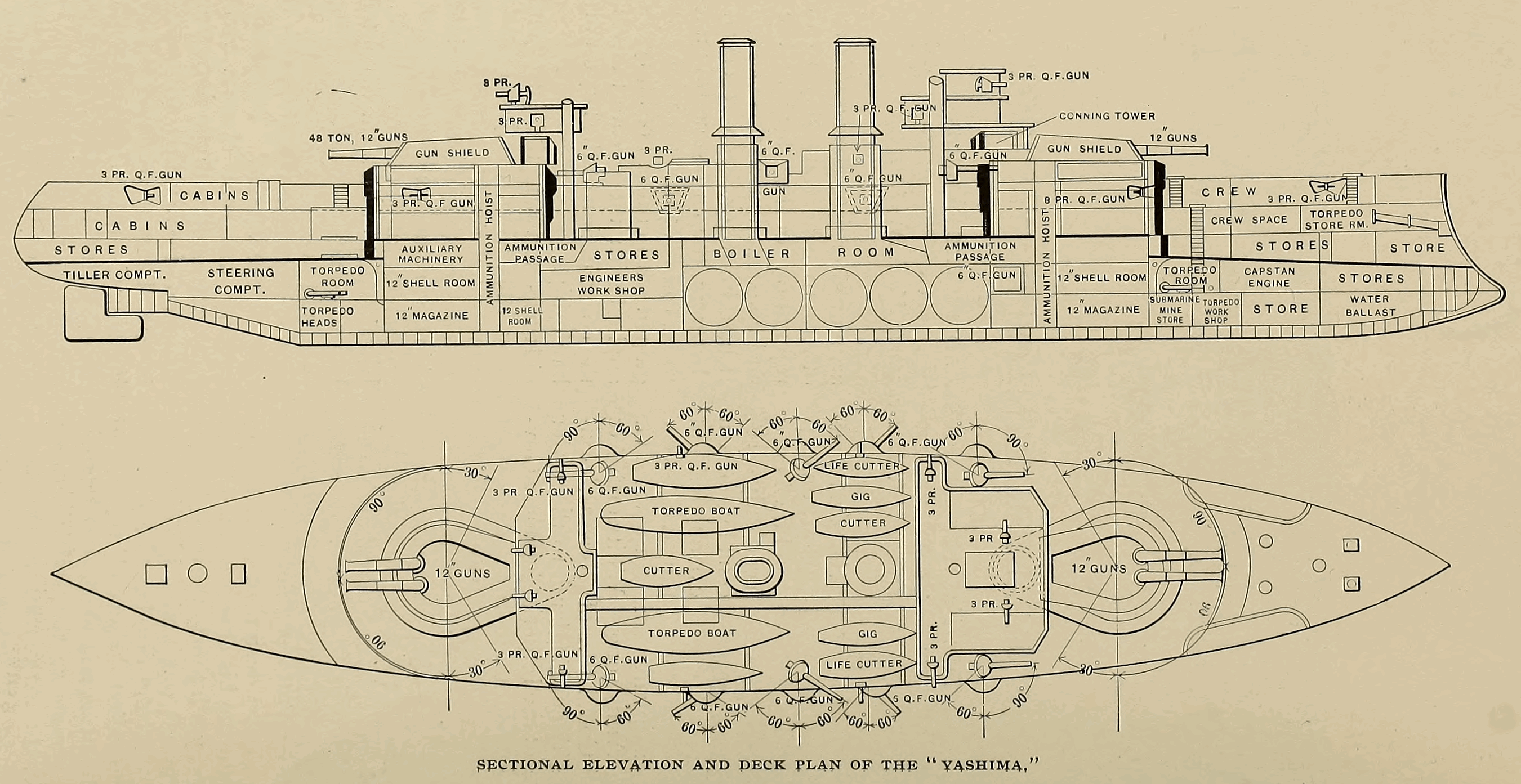
Desenho do Yashima

Os couraçados da Classe Fuji foram os primeiros da Marinha Imperial Japonesa, tendo sido encomendados no Reino Unido em resposta a dois novos ironclads chineses construídos na Alemanha. O Japão nesta época não tinha a tecnologia e a capacidade para construir seus próprios couraçados. O Yashima foi projetado pelo engenheiro Philip Watts, sendo uma versão modificada da Classe Royal Sovereign da Marinha Real Britânica.
O Yashima tinha 125,6 metros de comprimento de fora a fora, uma boca de 22,4 metros e um calado máximo de oito metros. Seu deslocamento normal era de 12 430 toneladas. O sistema de propulsão era composto por dez caldeiras cilíndricas a carvão que alimentavam dois motores verticais de tripla-expansão Humphrys Tennant. A potência indicada era de 13,7 mil cavalos-vapor (10,1 mil quilowatts) para uma velocidade máxima de dezoito nós (33 quilômetros por hora). Podia carregar até 1,2 mil toneladas de carvão, o que proporcionava uma autonomia de quatro mil milhas náuticas (7,4 mil quilômetros) a uma velocidade de dez nós (dezenove quilômetros por hora). Sua tripulação era normalmente composta por 637 oficiais e marinheiros, mas foi equipado como uma capitânia com acomodações extras para um almirante e sua equipe.
O armamento principal tinha quatro canhões calibre 40 de 305 milímetros em duas torres de artilharia duplas, uma à vante e outra à ré. A bateria secundária tinha dez canhões calibre 40 de 152 milímetros, quatro em casamatas nas laterais do casco e seis no convés superior protegidos por escudos. A defesa contra barcos torpedeiros consistia em 24 canhões Hotchkiss de 47 milímetros, divididos em modelos de três e 2,5 libras. Também era armado com cinco tubos de torpedo de 450 milímetros. A blindagem era feita de aço Harvey e o cinturão principal tinha entre 356 e 457 milímetros de espessura. A blindagem das torres de artilharia era de 152 milímetros, enquanto o convés tinha 64 milímetros.

## Carreira

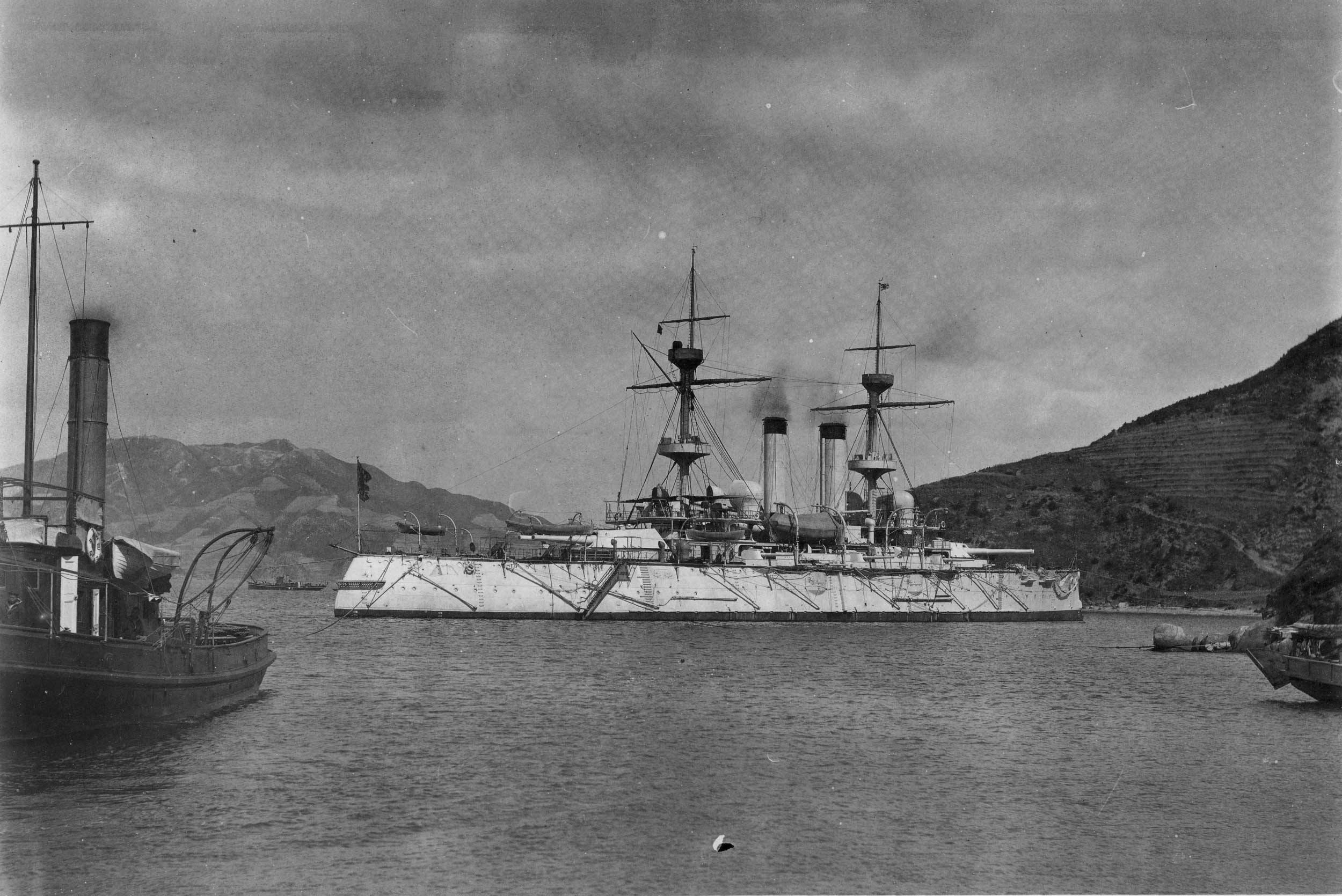
O Yashima em Kure durante treinamentos em 22 de fevereiro de 1900

O Yashima foi nomeado com um dos nomes clássicos do Japão, que significa "muitas ilhas". Foi encomendado como parte do Programa Naval de 1894 e seu batimento de quilha ocorreu em 6 de dezembro de 1895 nos estaleiros da Armstrong Mitchell em Newcastle upon Tyne, no Reino Unido, com o número de construção 625. Foi lançado ao mar em 28 de fevereiro de 1896 e finalizado em 9 de setembro de 1897, tendo custado 10,5 milhões de ienes. Realizou seus testes marítimos no mês seguinte. Partiu para o Japão em 15 de setembro e chegou em Yokosuka em 30 de novembro. Foi inicialmente designado para a Frota de Prontidão, a principal força de combate da Marinha Imperial Japonesa, mas foi colocado na reserva em 20 de novembro. Foi reclassificado como um couraçado de primeira linha em 21 de março de 1898 e redesignado para a Frota de Prontidão. Voltou para a reserva dois anos depois, onde permaneceu até ser reativado em 28 de dezembro de 1903 e designado para a 1ª Divisão da 1ª Frota da Frota Combinada.
A Guerra Russo-Japonesa começou no início de 1904 e nesta época o oficial comandante do Yashima era o capitão Hajime Sakamoto. O navio participou em 9 de fevereiro da Batalha de Porto Artur, quando os japoneses atacaram a Esquadra do Pacífico russa que estava ancorada do lado de fora de Porto Artur. O vice-almirante Tōgō Heihachirō, o comandante japonês, esperava que um ataque surpresa noturno por seus contratorpedeiros seria muito mais bem sucedido do que realmente foi e também contava que seu oponente ficasse desorganizado e enfraquecido, mas os russos se recuperaram rapidamente e estavam prontos para o ataque principal. Os japoneses foram avistados pelo cruzador protegido Boyarin, que estava em patrulha no litoral e avistou o resto da frota. Tōgō escolheu atacar as defesas costeiras russas com seus canhões principais e enfrentar as embarcações russas com a bateria secundária. Esta divisão de poder de fogo foi uma escolha ruim, pois as armas secundárias de 203 e 152 milímetros pouco danificaram os navios inimigos, que concentraram todos os seus disparos na força japonesa. Houve vários acertos dos dois lados, mas apenas dezessete baixas russas contra sessenta mortos e feridos japoneses. O Yashima saiu do confronto ileso.
O Yashima e seu irmão Fuji, sob o comando do contra-almirante Nashiba Tokioki, bombardearam cegamente o porto de Porto Artur em 10 de março a partir da Baía dos Pombos, no lado sudoeste da Península de Liautum, a uma distância de 9,5 quilômetros. Eles dispararam 154 projéteis de 305 milímetros, mas infligiram poucos danos. Eles tentaram novamente no dia 22, mas foram atacados por canhões costeiros russos transferidos para o local por ordens do vice-almirante Stepan Makarov, além dos navios em Porto Artur que tiveram sua artilharia auxiliada por observadores na Baía dos Pombos. Os japoneses recuaram pouco depois do Fuji ter sido atingido por um projétil de 305 milímetros.
O navio participou de uma ação em 13 de abril em que Tōgō conseguiu atrair uma parte da Esquadra do Pacífico para fora do porto, incluindo o couraçado Petropavlovsk, a capitânia de Makarov. Os russos deram a volta a fim de retornarem a Porto Artur assim que avistaram os seis couraçados da 1ª Divisão, porém o Petropavlovsk entrou em um campo minado japonês criado na noite anterior. Ele bateu em uma mina naval e afundou em menos de dois minutos depois de um dos seus depósitos de munição ter explodido, com Makarov estando entre os mortos. Tōgō foi encorajado por esse sucesso e retomou as missões de bombardeio, o que fez os russos criarem mais campos minados.
O Yashima foi para o mar em 14 de maio junto com os couraçados Shikishima e Hatsuse, o cruzador protegido Kasagi e o barco de despachos Tatsuta para substituir a força que estava bloqueando Porto Artur. A esquadra encontrou na manhã seguinte um campo minado criado pelo lança-minas russo Amur. O Hatsuse bateu em uma mina e ficou sem direção, enquanto o Yashima bateu em duas às 11h10min enquanto se movia para ajudar. Uma abriu um buraco na sala de caldeiras de ré de estibordo e a outra detonou à vante no casco a estibordo, perto da sala de torpedos. Adquiriu após a segunda detonação um adernamento de nove graus para estibordo que aumentou no decorrer do dia.
O couraçado foi rebocado para o norte para longe do campo minado, seguindo em direção da base japonesa nas Ilhas Elliott. Água ainda estava entrando de forma incontrolável e Sakamoto ordenou às 17h00min que o navio fosse ancorado perto da Rocha do Encontro a fim de permitir que a tripulação evacuasse em segurança. Os tripulantes reunidos cantaram o hino nacional e então abandonaram o Yashima. O Kasagi assumiu o reboque, mas o adernamento cada vez maior fez com que emborcasse aproximadamente três horas depois, logo depois do cruzador ter sido forçado a cortar o cabo de reboque. Os japoneses conseguiram esconder as notícias de sua perda por mais de um ano, pois nenhum russo tinham observado o Yashima afundar. Um esquema de enganação foi elaborado em que os sobreviventes foram designados para quatro canhoneiras auxiliares pelo restante da guerra, com estas ficando designadas para guardar Porto Artur. Também tiveram que responder suas cartas como se ainda estivessem a bordo do Yashima.